# 横内敏人
横内 敏人（よこうち としひと、1954年12月23日 - ）は、日本の山梨県出身の建築家。
1978年東京芸術大学美術学部建築科卒業。1980年マサチューセッツ工科大学建築学科大学院にて環境心理学修士課程を修了。前川國男建築設計事務所での勤務などを経て、1991年に京都府にて横内敏人建築設計事務所を設立。以後、京都を地盤に木造住宅建築を手がけており、中村外二工務店との恊働による数寄屋建築の技術を活かした設計が知られている。1992年山梨建築文化賞、2002年日本建築学会北陸建築文化賞、2008年京都府文化賞(功労賞)をそれぞれ受賞。
1987年から京都芸術短期大学で教鞭を執る。2024年まで京都芸術大学教授。同大学副学長などを歴任。
妻は梅原猛の長女でヴァイオリニストの梅原ひまり。